# 大東市立深野中学校
大東市立深野中学校（だいとうしりつ ふこの ちゅうがっこう）は、大阪府大東市にある公立中学校。
大東市立四条中学校より分離し、1971年に開校した。

## 沿革
- 1971年 - 大東市立深野中学校として開校。

## 通学区域
- 大東市立四条北小学校の通学区域全域。
- 大東市立深野小学校と大東市立三箇小学校の通学区域のそれぞれ一部。
- 大東市 北新町、明美の里町、北楠の里町、中楠の里町、南楠の里町、西楠の里町、津の辺町、南津の辺町、深野北1-5丁目、深野2-4丁目、三箇4丁目-6丁目。

## 著名な出身者
- 東風万智子（女優）元バレーボール部

## 交通
- 片町線（学研都市線） 野崎駅 北西へ約400m。